# Spergularia marina
Spergularia marina — вид квіткових рослин з родини Caryophyllaceae.

## Будова
Розлогий однорічник або іноді багаторічник, стебла до 35 см завдовжки. Квітки мають білі чи рожеві пелюстки, чашолистки зазвичай довші за пелюстки, на 2.5–4 мм. Рослини стійкі до солі, зростають в засолених районах.

## Використання
В корейській кухні листя рослини використовуються для страви намуль.

## Галерея

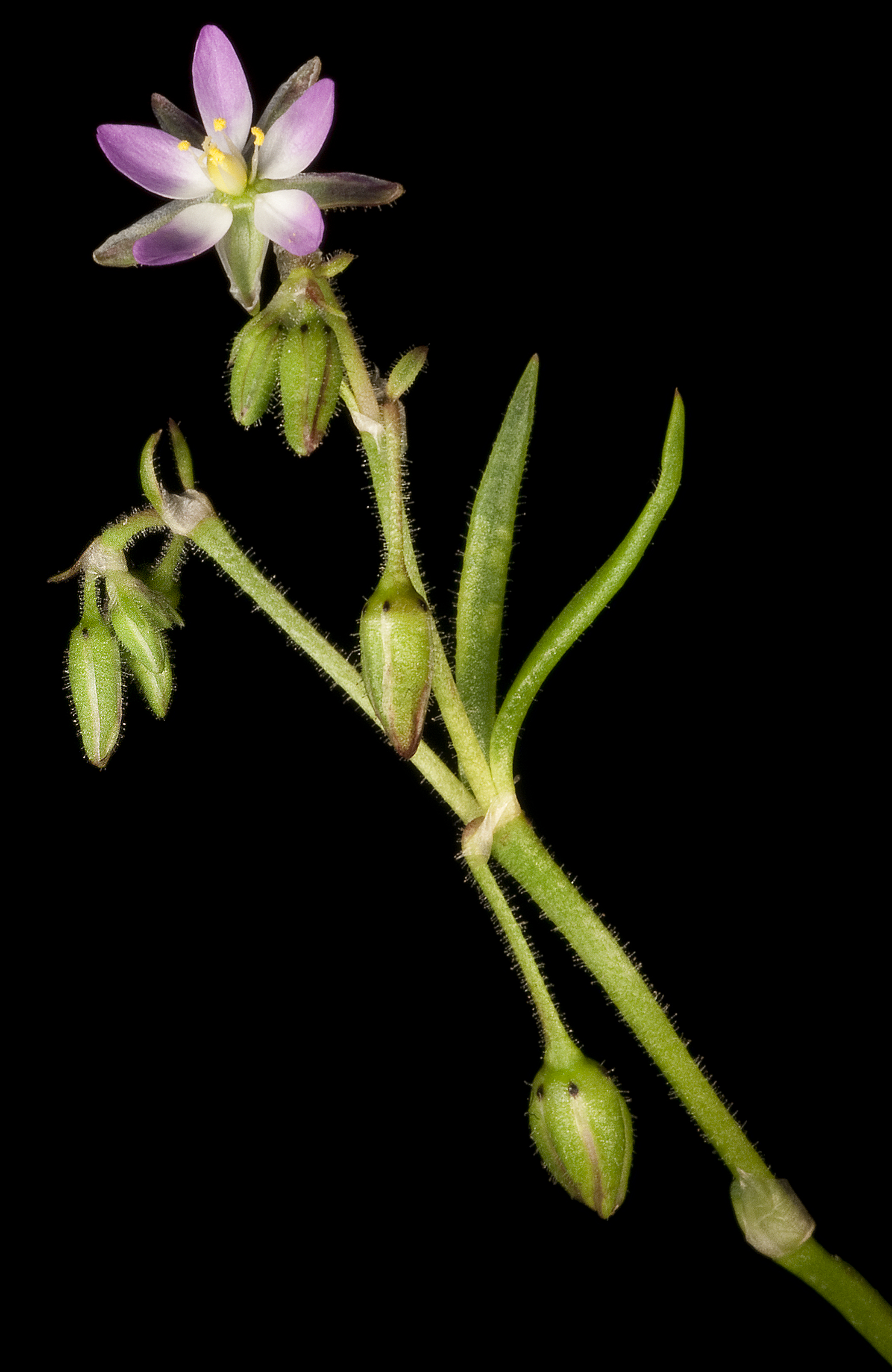
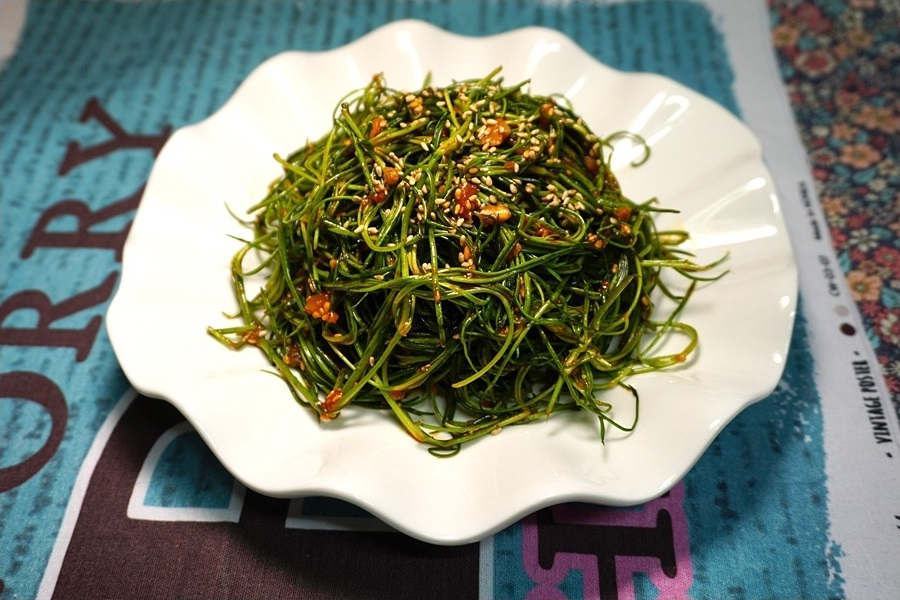
Намуль з Spergularia marina